# Consejo Nacional de 1886
El Consejo Nacional de Delegatarios, Consejo Nacional Constituyente o Consejo Nacional de 1886 fue el órgano constituyente colombiano que asumió los poderes plenipotenciarios del Estado para modificar el régimen vigente para ese entonces y redactar la Constitución política de la República de Colombia, el cual finalmente derogó la Constitución de 1863, con el cual se cambió el nombre del país de Estados Unidos de Colombia, un estado federal; a la República de Colombia, nombre actual del país de carácter centralista. 
La nueva constitución se promulgó el 5 de agosto de 1886 y estuvo vigente hasta el 4 de julio de 1991, siendo la carta política que más tiempo ha estado vigente en la historia del país, con 104 años.

## Delegados
| Cargo       | Representación                  | Delegatario                 | Partido     |
| ----------- | ------------------------------- | --------------------------- | ----------- |
| Delegatario | Estado Soberano de Antioquia    | Simón de Herrera            | Liberal     |
| Delegatario | Estado Soberano de Antioquia    | José Domingo Ospina         | Conservador |
| Delegatario | Estado Soberano de Bolívar      | José María Samper           | Conservador |
| Delegatario | Estado Soberano de Bolívar      | Juan Campo Serrano          | Liberal     |
| Delegatario | Estado Soberano de Boyacá       | Carlos Calderón Reyes       | Liberal     |
| Delegatario | Estado Soberano de Boyacá       | Francisco Mendoza Pérez     | Conservador |
| Delegatario | Estado Soberano de Cundinamarca | Jesús Casas Rojas           | Conservador |
| Delegatario | Estado Soberano de Cundinamarca | José María Rubio Frade      | Liberal     |
| Delegatario | Estado Soberano del Cauca       | Rafael Reyes Prieto         | Conservador |
| Delegatario | Estado Soberano del Cauca       | Juan de Dios Ulloa          | Liberal     |
| Delegatario | Estado Soberano del Magdalena   | Luis María Robles           | Liberal     |
| Delegatario | Estado Soberano del Magdalena   | José Laborde Ariza          | Conservador |
| Delegatario | Estado Soberano de Panamá       | Felipe F. Paul              | Liberal     |
| Delegatario | Estado Soberano de Panamá       | Miguel Antonio Caro         | Conservador |
| Delegatario | Estado Soberano de Santander    | Guillermo Quintero Calderón | Conservador |
| Delegatario | Estado Soberano de Santander    | Antonio Carreño             | Liberal     |
| Delegatario | Estado Soberano de Tolima       | Ascislo Molano              | Conservador |
| Delegatario | Estado Soberano de Tolima       | Roberto Sarmiento           | Liberal     |
| Secretarios | Secretarios                     | Julio A. Corredor           | Liberal     |
| Secretarios | Secretarios                     | Víctor Mallarino            | Conservador |